# Aasu
Aasu è un villaggio delle Samoa Americane appartenente alla contea di Leasina del Distretto occidentale. In base al censimento del 2000 ha 364 abitanti. 